# Pietro Tacca

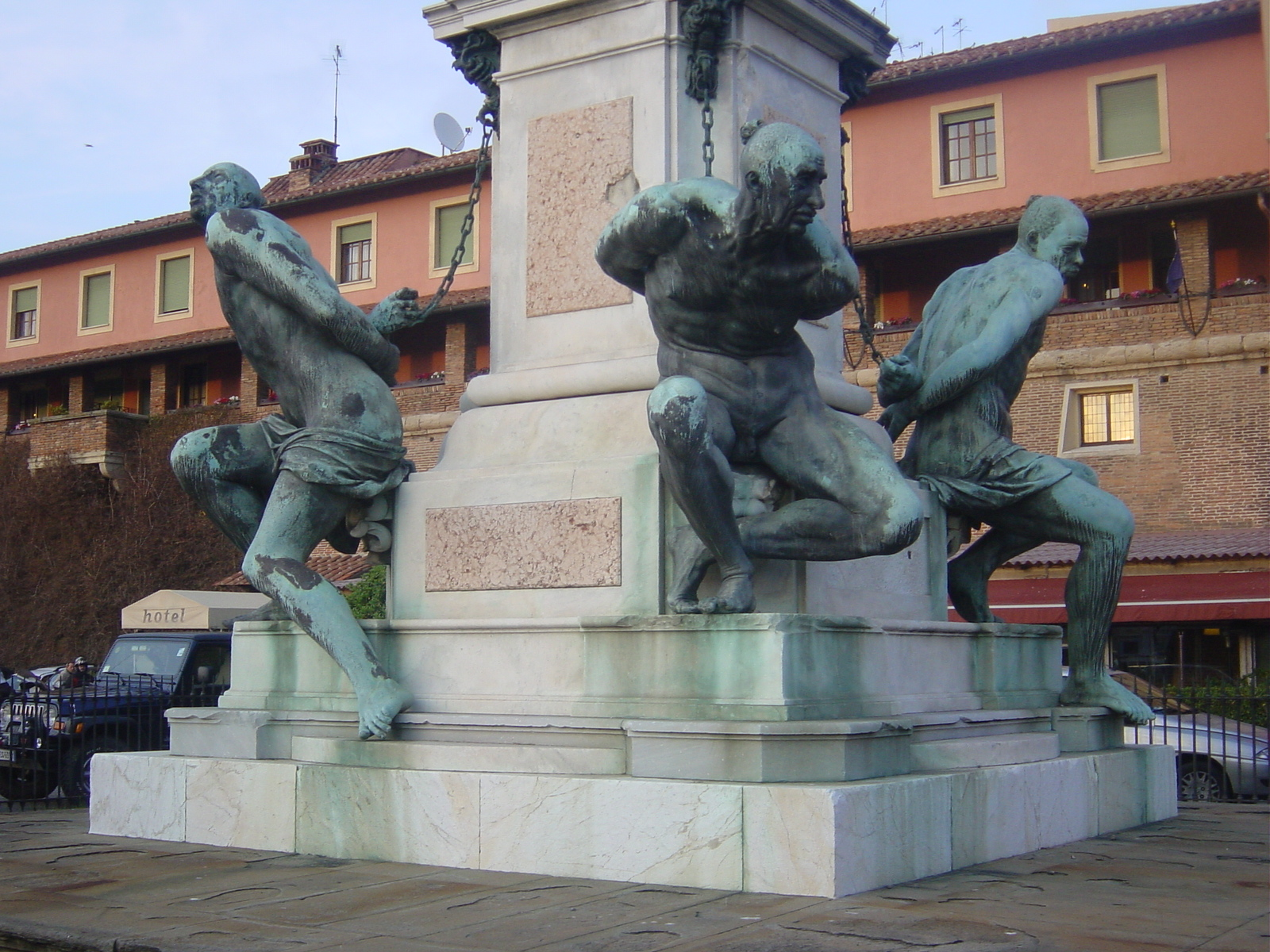
A "Négy mór"

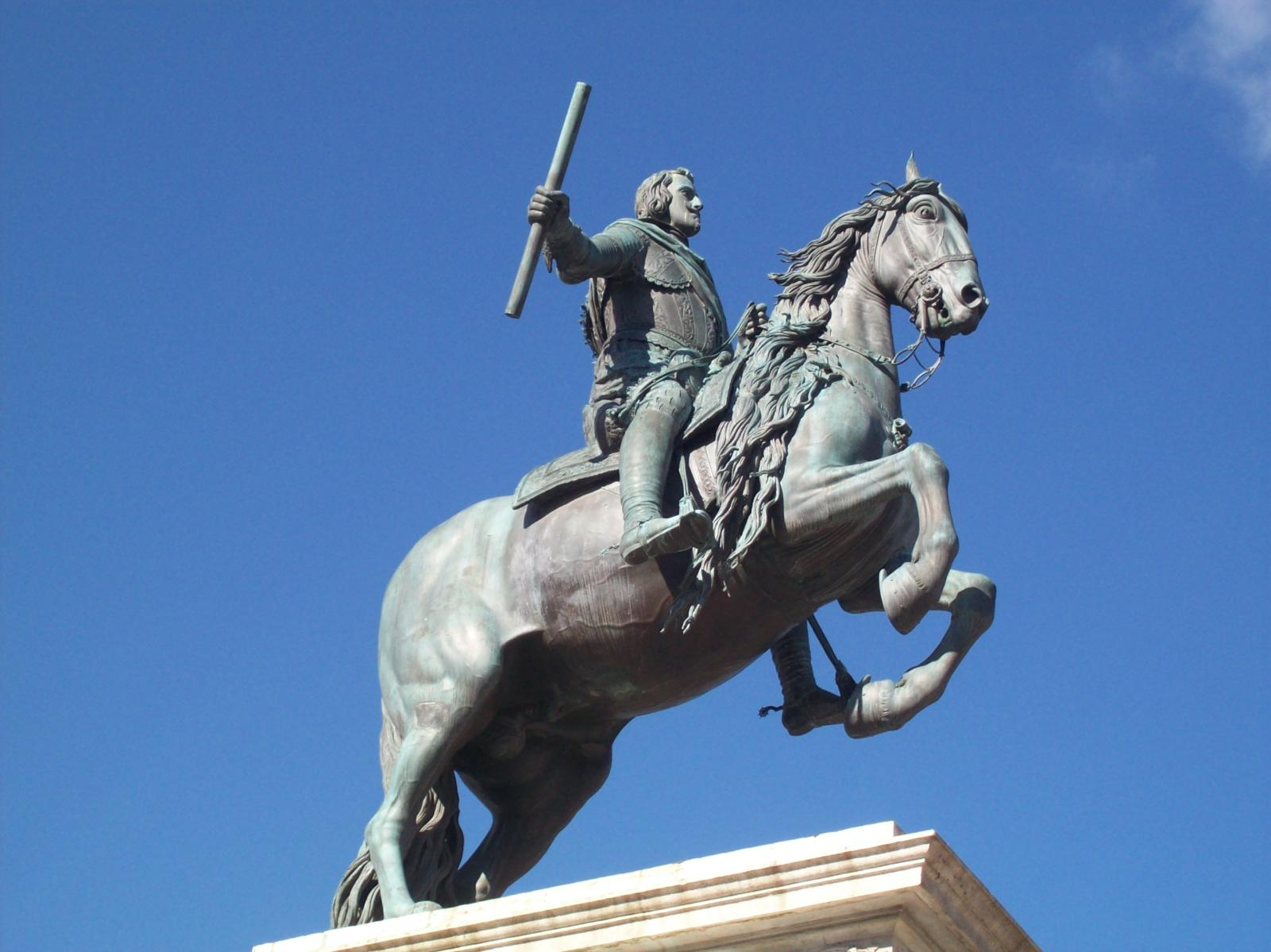
IV. Fülöp szobra Madridban

Pietro Tacca (Carrara, 1577. szeptember 6. – Firenze, 1640. október 26.) olasz szobrász, Giambologna legfőbb tanítványa. Pályája kezdetén manierista stílusban dolgozott, majd áttért az egyre inkább teret hódító barokk stílusra.

## Életpályája
1592-ben lett Giambologna tanítványa, és halála után, 1608-ban átvette műhelye vezetését. A mestere jó néhány alkotását ő fejezte be, emiatt szinte azonnal kinevezték udvari szobrásszá. Giambologna stílusát remekül utánozta, annyira, hogy a korábban neki tulajdonított néhány  szoborról kiderült, hogy Tacca alkotásai az 1620-as évekből. Tacca fejezte be a firenzei Piazza della Santissima Annunziata téren lévő I. Ferdinánd-szobrot is. Főművének a livornói Piazza della Darsenán lévő "Négy mór" című alkotását tekintik, amik 4 elfogott kalózt ábrázolnak a Baccio Bandinelli által készített I. Ferdinánd-szobor lábainál. 2 szökőkútja, amiket eredetileg szintén Livorno számára készített 1629-ben, ma a firenzei Piazza della Santissima Annunziata téren vannak.
Tacca szobrai Olaszországon kívül megtalálhatóak Madridban a Plaza Mayor téren, Párizsban a Louvre-ban és korábban a Pont Neuf hídon is állt egy alkotása, de ez a forradalom alatt megsemmisült. Utolsó művei egyike a bronzból készült IV. Fülöp szobor, amit 1634-ben kezdett el készíteni, és amit 1640-ben szintén Madridba szállítottak. Jelenleg a madridi királyi palotában található egy szökőkút tetején.
Halála után fia, Ferdinando Tacca vette át műhelyét, majd ennek halála után Giovanni Battista Foggini.

## Fordítás
- Ez a szócikk részben vagy egészben  a   Pietro Tacca című angol Wikipédia-szócikk ezen változatának fordításán alapul.  Az eredeti cikk szerkesztőit annak laptörténete sorolja fel. Ez a jelzés csupán a megfogalmazás eredetét és a szerzői jogokat jelzi, nem szolgál a cikkben szereplő információk forrásmegjelöléseként.